# Primeros
Primeros je nejstarší registrovaná značka kondomů v Evropě. V roce 1909 ji v Praze založil židovský obchodník Gustav Schwarzwald. Grafický koncept obalů Primeros od českých designérů Jakuba Korouše, Matěje Chabery a Tomáše Brousila uspěl v soutěži Red Dot Europe Design Awards. Vizuální identita značky inspirovaná queer komunitou získala také výroční cenu Akademie designu České republiky – Czech Grand Design.

## Zakladatelé

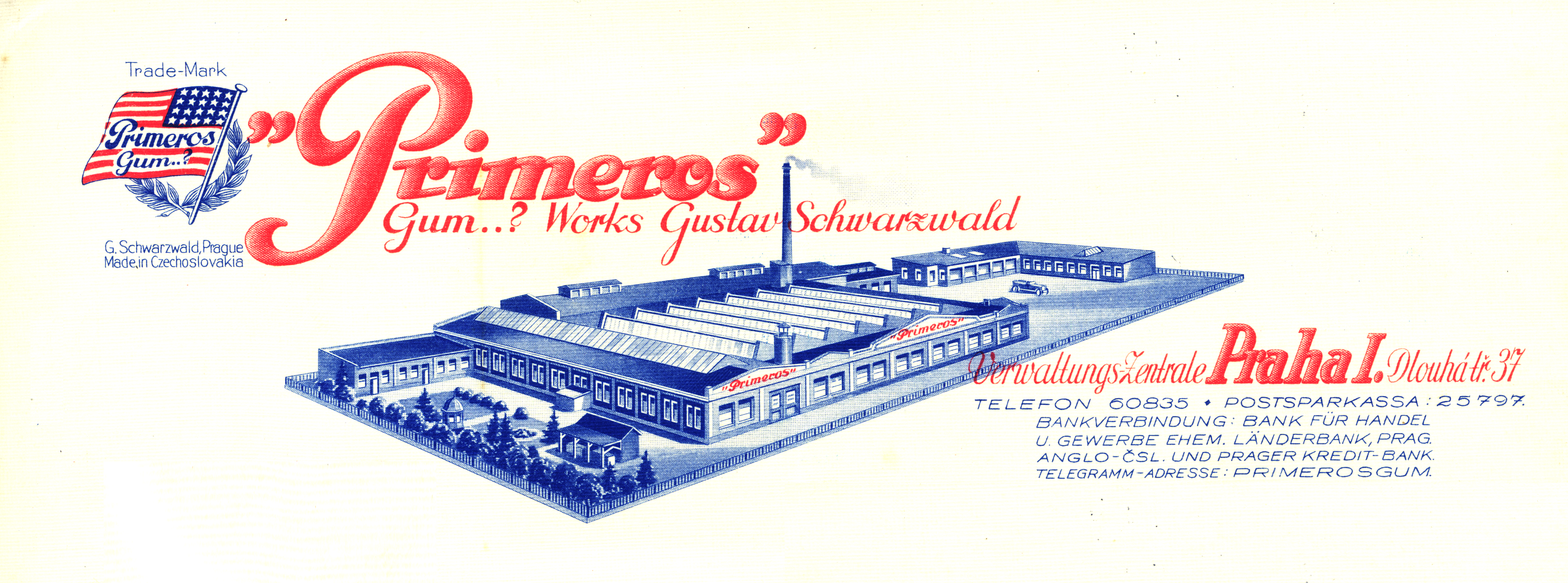
Dopisní hlavička firmy Primeros ze 30. let 20. století. Obsahuje soudobé kaligrafické logo značky, pod kterým byla v roce 1909 zaregistrována první ochranná známka

Primeros oficiálně existuje od roku 1909, kdy si jeho zakladatel, židovský obchodník Gustav Schwarzwald nechal zaregistrovat ochrannou známku pro gumové zboží a prezervativy. Schwarzwald v Praze rovněž provozoval obchod se smíšeným zbožím v dnešní Revoluční ulici; centrálu měla firma Primeros v Dlouhé třídě č. 37, v domě U Zlatého stromu. V roce 1927 Schwarzwald založil „Továrnu na gumové zboží Gustav Schwarzwald – Primeros“ v Drážďanech resp. v nedalekém saském městě Ortrand, aby tím ulehčil obchodním stykům, které byly ohroženy hospodářskými překážkami mezi demokratickým Československem a Německem. Následující rok převedl své podnikání v Praze na svou sestru Eleonoru Schwarzwaldovou (Löwyovou).

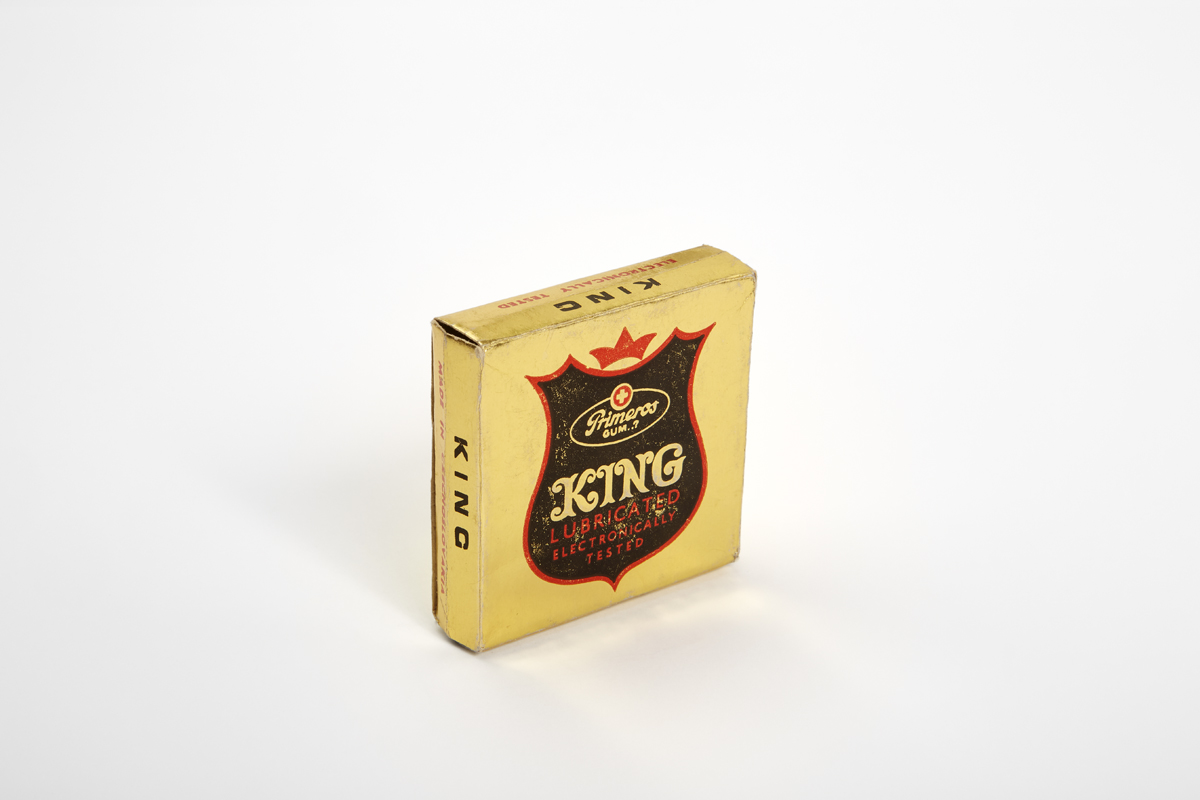
Extra velké kondomy Primeros KING byly jednou z inovací předválečného kondomového průmyslu

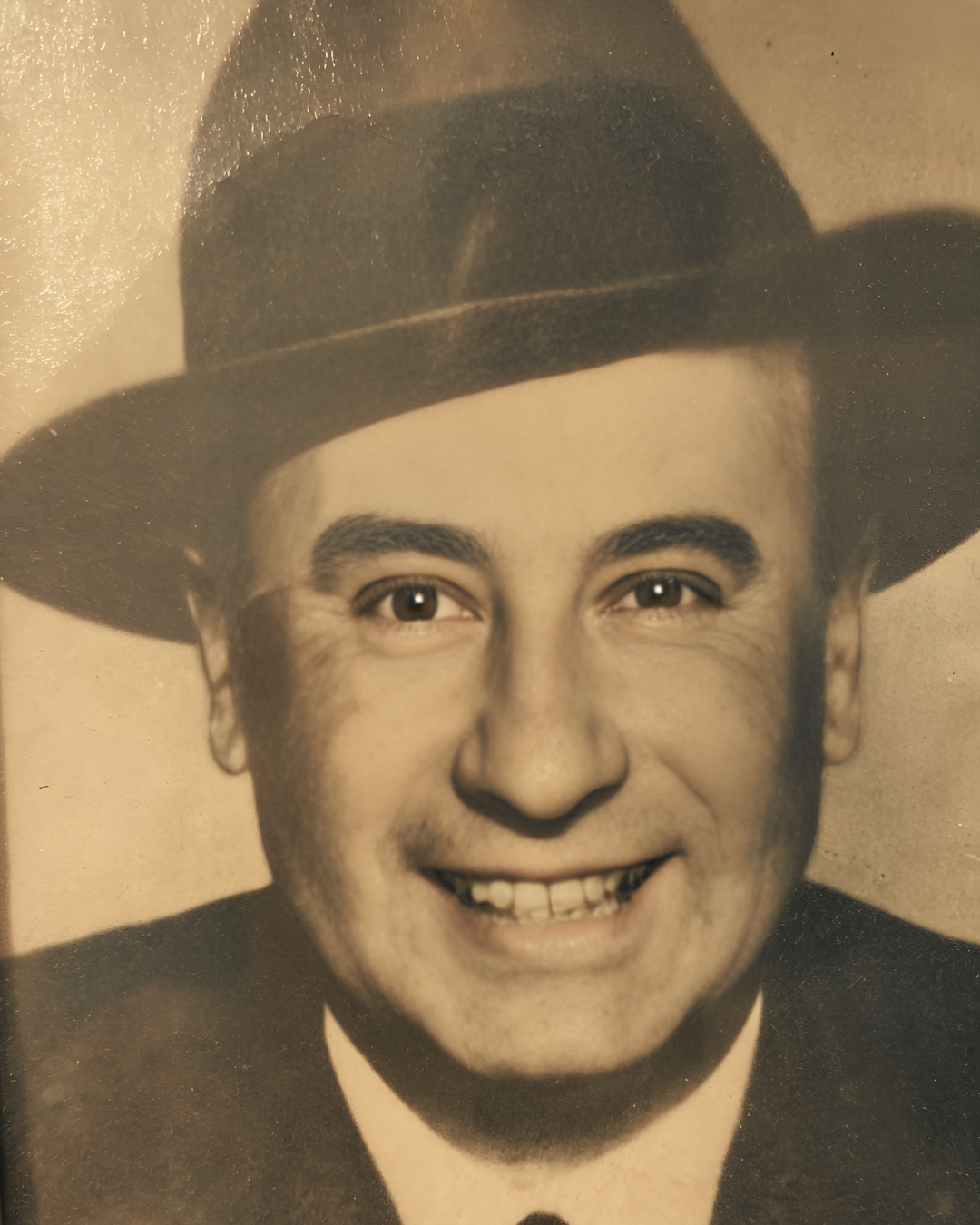
Gustav Schwarzwald, zakladatel Primeros

Gustav Schwarzwald i nadále zůstal majitelem patentu, značky a užitného vzoru pro kondomy Primeros, ovšem z důvodu zhoršující se politické situace v nacistickém Německu byl nucen svá majetková práva během stále častějších protižidovských akcí bránit. Na základě Norimberských zákonů mu byla nakonec továrna v Drážďanech (Ortrand) v roce 1936 nacisty zabavena. Konfiskace byla formálně odůvodněna nelegálním vyvezením výrobního tajemství z Německa do sesterské československé továrny Primerosu. Po svém zatčení za údajné daňové úniky v roce 1937 chtěl Schwarzwald v obavě o svůj život převést patentová práva ke značce Primeros do bezpečí na svou rodinu. Říšské německé úřady mu v tom však opakovaně zabránily. Jeho sestra Eleonora mezitím podnikání v roce 1932 rozšířila o novou továrnu v Děčíně v československém pohraničí (tehdejší Sudety), kde vyráběla bezešvé gumové zboží, především kondomy tehdy již známé značky Primeros. Po Mnichovské dohodě v roce 1938, na základě které připadlo území Sudet, k nacistické Německé říši, byla Schwarzwaldům i tato továrna konfiskována. Na podzim roku 1938 byl na Eleonoru nacistickým gestapem vydán zatykač, před kterým uprchla do Francie jen pár dní po obsazení Československa německými vojsky v březnu 1939.
Spolu s manželem a syny Hanušem a Jiřím získala Eleonora v červnu 1940 víza od portugalského konzula v Bordeaux, Aristides de Sousa Mendes. Přes Portugalsko se jí také podařilo dostat na zaoceánskou loď do New Yorku, kam doplula v březnu 1941. Podle záznamů Amerického židovského spojeného distribučního výboru (American Jewish Joint Distribution Committee) se manžel Eleonory, Otto Löwy, snažil pomoci svému švagrovi Gustavu Schwarzwaldovi uprchnout z nacistického Německa do Ameriky, ovšem neúspěšně.
Gustav Schwarzwald byl nakonec pro svůj židovský původ zavražděn 11. prosince 1942, v nacistickém vyhlazovacím táboře v Osvětimi – Auschwitz-Birkenau, nedaleko svého rodného města Zawiercie (dnešní polské Slezsko).

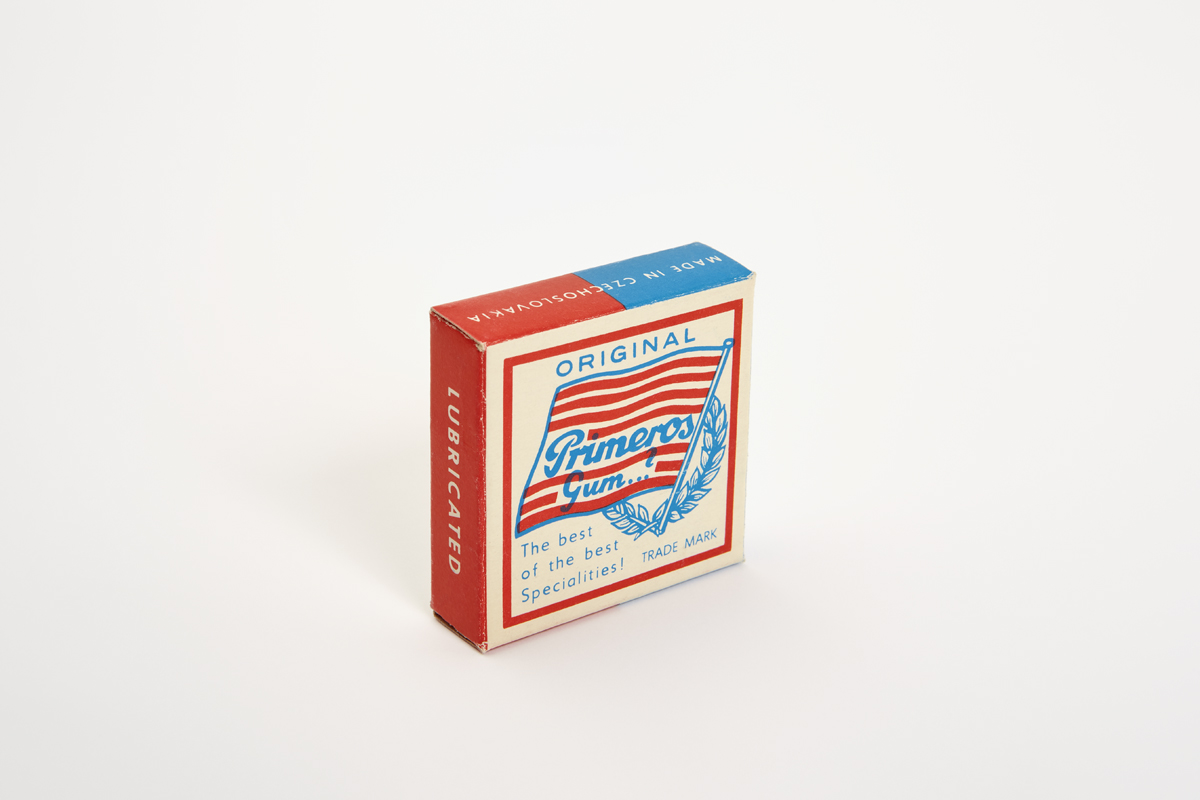
Předválečný design balení kondomů Primeros s původním kaligrafickým logem na pozadí vlajky s pruhy

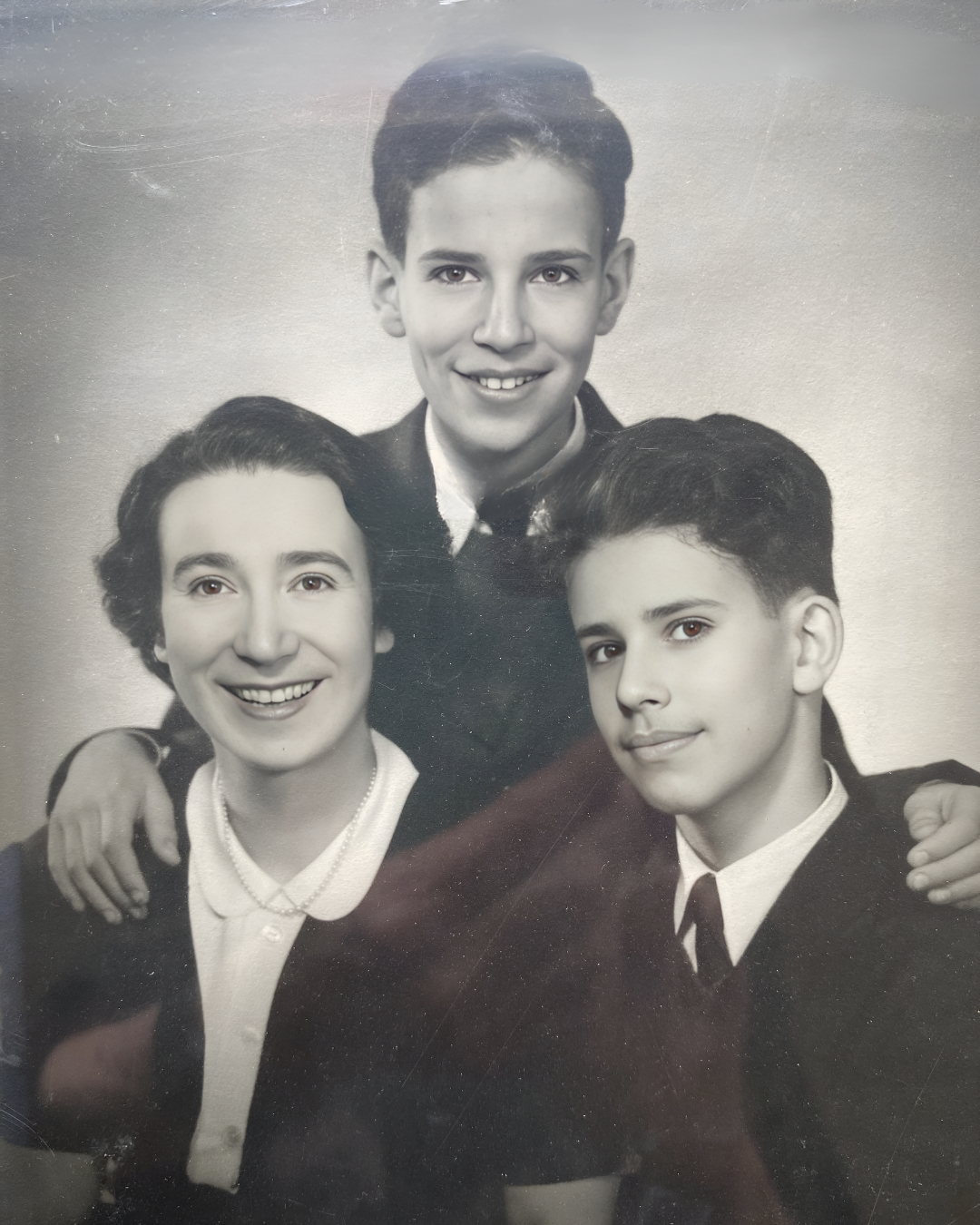
Eleonora Löwy se syny Jiřím a Hanušem

Samotná firma Primeros byla po obsazení Československa a vytvoření nacistické okupační správy protektorátu Čechy a Morava v roce 1939 arizována a v roce 1945 byla na základě Benešových dekretů v rámci poválečných událostí znárodněna. Eleonora Löwyová po druhé světové válce usilovala o navrácení firmy zpět do svého vlastnictví. Československé úřady nespravedlivě zpochybňovaly její nároky s odkazem na její údajnou německou národnost. Löwyová v komunikaci opakovaně dokladovala svou loajalitu a příslušnost k československému státu, a naopak popisovala perzekuci ze strany nacistů, které musela ona a její rodina čelit kvůli židovskému původu a v jejímž důsledku byla v roce 1939 nucena ze země uprchnout. I přes tyto snahy a předložené nezvratné důkazy byly veškeré žádosti o navrácení majetku firmy Primeros v 50. letech komunistickými úřady zamítnuty a případ byl definitivně uzavřen.

## Obchodní značka

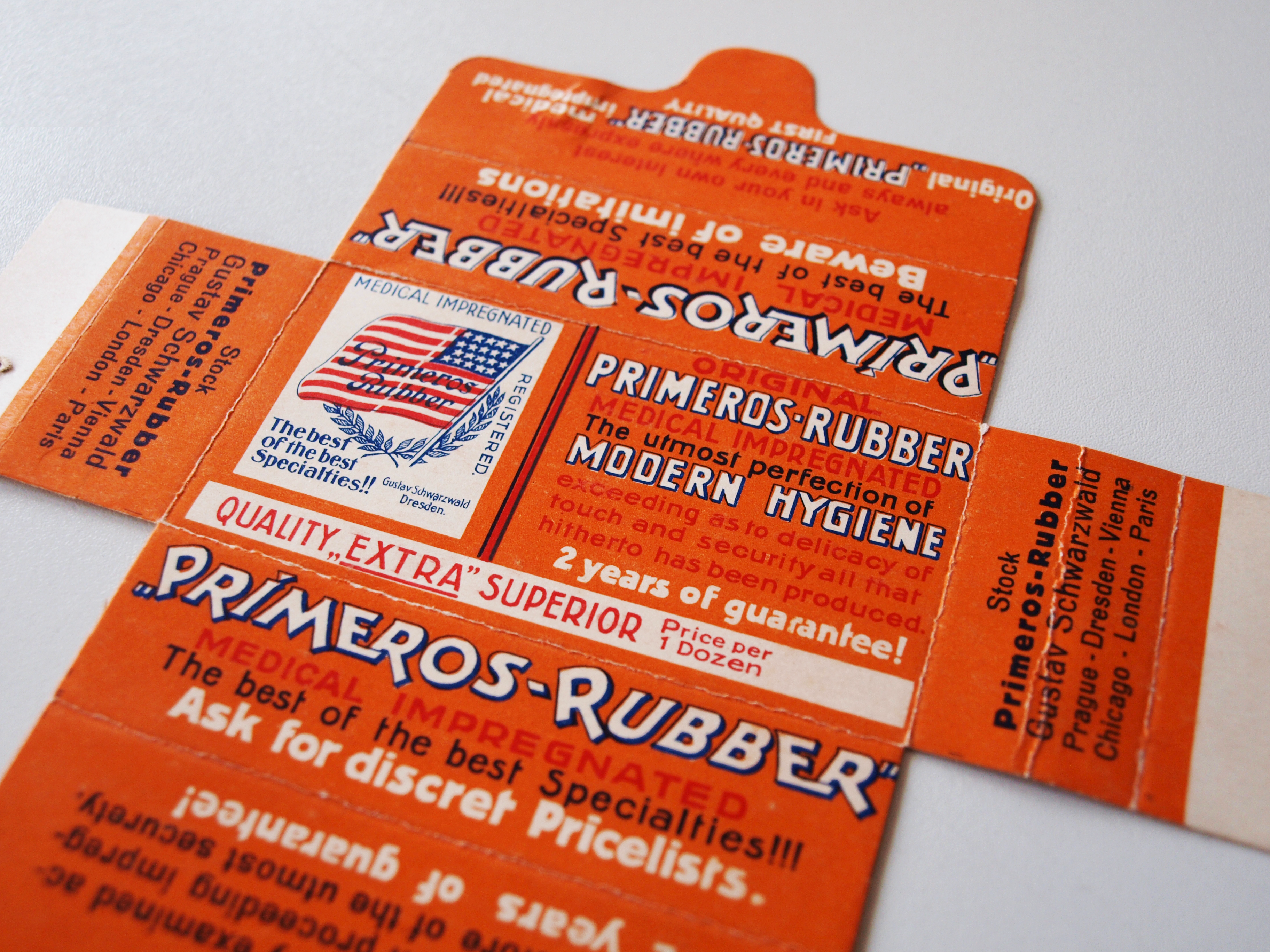
Obal kondomů Primeros dokazující mezinárodní úspěch značky – jsou zde uvedena zastoupení v Praze, Drážďanech, Vídni, Londýně a Chicagu

Název Primeros je pravděpodobně akronymem slov prim-e (první) a eros (vášnivá láska, romantická láska). Eros znamená v řecké mytologii bůh lásky a láska sama. Primeros je tedy možné přeložit jako „láska na první pohled“ resp. „velká láska“ nebo „pravá láska". Na některých historických artefaktech firmy je značka uvedena také jako PrimEros . Označení Primeros zlidovělo a v regionu střední Evropy se stalo synonymem pro prezervativ.
První grafickou ochrannou známkou, kterou nechal Gustav Schwarzwald již v roce 1909 zaregistrovat, bylo kaligrafické logo Primeros na pozadí vlajky s pruhy a hvězdami. Vlajka vykazuje na první pohled podobnost s vlajkou Spojených států amerických. Vlajku obepíná olivová ratolest a nápis Gustav Schwarzwald Prag. Původní logo bylo součástí prvních obalů kondomů a bylo rovněž užíváno v rámci obchodní korespondence až do 40. let 20. století. Od 30. let 20. století firma začala užívat oválné logo s nápisem Primeros a dovětkem „GUM...?“. Logo bylo doplněno zdravotnickým křížem, který se stal jedním ze základních poznávacích symbolů Primerosu v celé jeho dosavadní historii.
Obchodní centrála firmy Primeros sídlila v Praze, díky obchodním úspěchům Gustava Schwarzwalda však měla pobočky po celé Evropě. Zastoupena byla například ve Vídni na hlavní obchodní třídě Mariahilfer Straße, dále ve Varšavě, Budapešti, Berlíně, Drážďanech nebo Bukurešti. Dle dochovaných materiálů měl Primeros pobočku i v Paříži, Londýně a Chicagu. Kondomy byly nejčastěji k dostání v lékárnách a drogeriích, které zažívaly na počátku 20. století rozmach. Novinkou doby byly také zásilkové služby pro ostýchavé zákazníky. Ti si mohli kondomy a jiné choulostivé zboží objednat na dobírku a obdržet je v diskrétním balení na svoji adresu.

## Dobová reklama

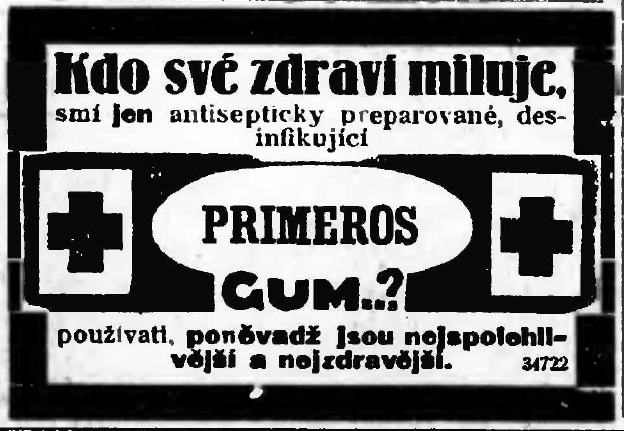
Se začátkem 20. století se téma intimní hygieny a ochrany stávalo běžnou součástí propagace ve společenských časopisech

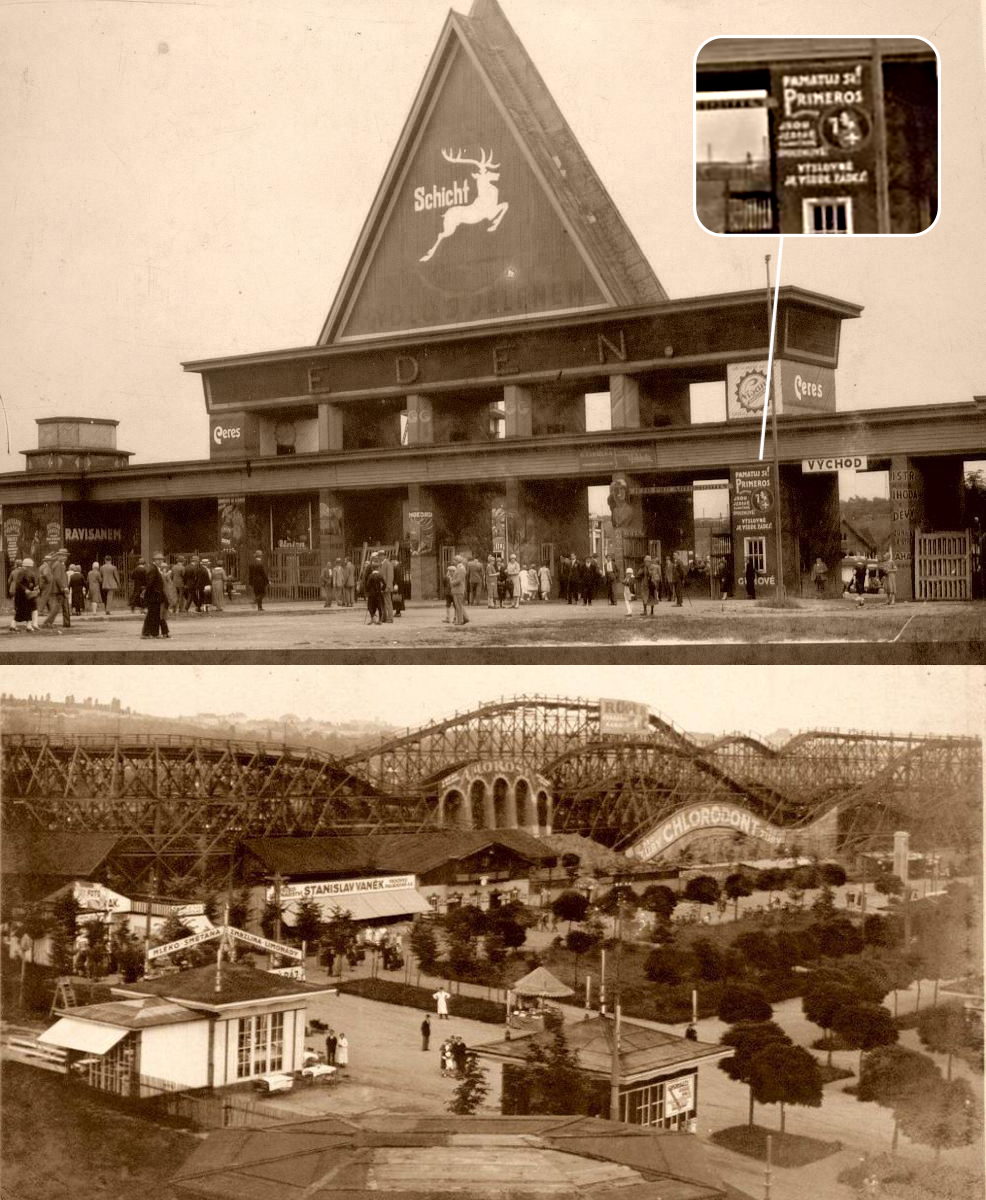
Zábavní park Eden s dobovou reklamou Primeros u vchodu. Lunapark měl přes 5 km dlouhou horskou dráhu a zanikl v roce 1946.

Se začátkem 20. století se téma intimní hygieny a ochrany stávalo běžnou součástí propagace ve společenských časopisech. V denním tisku a periodikách se hojně objevovaly reklamy na pánské „ochranné pomůcky“. Souviselo to nejen se společenskými změnami, ale také s technologickým pokrokem, kdy původní pryžové kondomy pro opakované použití nahradily tenčí bezešvé kondomy na jednorázové a tím pádem hygieničtější použití.
Obchod s kondomy v době mezi světovými válkami expandoval v Evropě i v Americe. Jednalo se o moderní způsob, jak plánovat rodičovství a zároveň se chránit před pohlavními nemocemi. Téma sexuality a antikoncepce přestávalo být tabu a vznikaly i specializované obchody moderní hygieny, například Hydiko ve Spálené ulici v Praze.

## Značka Primeros v kultuře

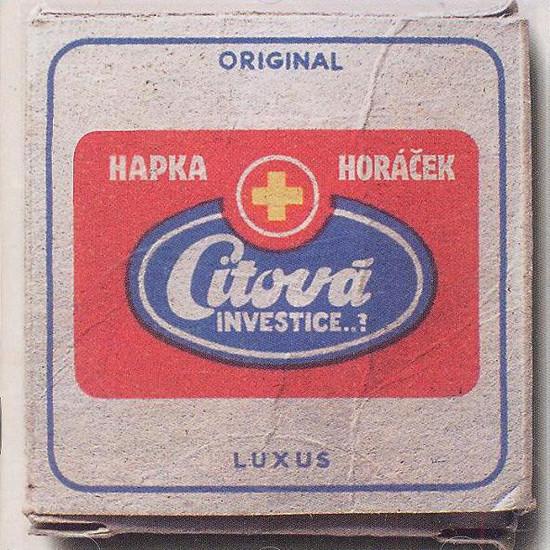
Booklet alba Citová investice (1997)

Značka Primeros se v průběhu let objevovala také v literatuře, filmu i hudbě. Bohumil Hrabal zakomponoval Primeros do svých knih. V románu Obsluhoval jsem anglického krále (1971) vzpomíná postava pikolíka na návštěvy Gumového krále, reklamního agenta firmy Primeros: „… Gumovej král, ten, kterej dodával drogériím choulostivý gumový zboží, zástupce firmy Primeros, kterej kdykoliv přišel, tak pokaždé měl nějakou novinku …ten zástupce rozdával všelijaký prezervativy, všech barev a tvarů…“. V autobiografické próze Svatby v domě (1986) se objevuje vzpomínka na slavného pražského drogistu Fafejtu: „A tak jsme jednoho dne viděli, když pan Fafejta vytáhl roletu svý drogérie…tak napříč výkladní skříní se táhnul nápis, kolíčkem napsaný a kaligraficky zdobený…Fafejtův Primeros dáme-li lidu, nepozná zklamání, nepozná bídu…“.
V 70. letech 20. století se stal Primeros symbolickým nástrojem odporu proti komunistické normalizaci v Československu a úspěšně sabotoval statní politiku tzv. Husákových „baby boomers“. Protirežimní undergroundová skupina The Plastic People of the Universe na to reagovala v rámci Land art umělecké akce nazvané „Pocta Fafejtovi“ v roce 1972, kdy nafouknula a rituálně zničila 500 kondomů značky Primeros.
Primeros sloužil jako inspirace pro výtvarné řešení alba Citová investice (1996) hudebníků Michala Horáčka a Petra Hapky. Booklet je zpracován ve stylu krabičky kondomů Primeros a obsahuje všechny typické grafické prvky Primerosu včetně bílého kříže v červeném poli.

Jan Steklík a Duňa Brikciusová, akce Zorky Ságlové Pocta Fafejtovi, Lemberk, 1972.

Kondomy Primeros si symbolicky zahrály v oscarovém filmu Obchod na korze Jána Kadára a Elmara Klose z roku 1965, který vypovídá o perzekuci židovského obyvatelstva slovenským klerofašistickým režimem za druhé světové války. Prvorepublikový automat na kondomy Primeros se jako rekvizita objevil v pohádce Tři veteráni (1984) od Oldřicha Lipského a Zdeňka Svěráka. Ani v jednom případě se nejednalo o placenou reklamu.

## Moderní historie
Původní výroba Primerosu byla po znárodnění z Děčína kompletně přemístěna do Hrádku nad Nisou společně s firmou Vulkan, jejíž součásti se značka stala již za války během arizačních majetkových machinací. Spojením se společností Veritas a dalšími výrobci spotřebního zboží z kaučukové pryže z celého v té době již socialistického Československa vznikly Československé gumárenské závody.
Během čtyř desetiletí totalitním státem řízeného hospodaření za železnou oponou značka Primeros stagnovala či spíše upadala na významu a její produkty se vyvážely pouze v rámci zemí socialistického tábora. Příznivé období pro Primeros nepřinesla ani změna společenských poměrů v navazující dekádě po sametové revoluci v roce 1989. Poškodila firmě i kuponová privatizace.
Na začátku nového milénia ovládla značku Primeros slovenská finanční skupina J&T jako svou první zahraniční korporátní investici v České republice. V roce 2005 se majiteli stali německý výrobce kondomů CPR GmbH a mladý finančník Roman Kocián; výroba se poté kompletně přesunula do německého Sarstedtu.V roce 2016 oslovil Kocián s komunikačním konceptem inspirovaným queer komunitou grafické designéry Tomáše Brousila, Jakuba Korouše a Matěje Chaberu, aby navrhli novou vizuální podobu značky Primeros a obalů vyjadřujících liberální přístup Primerosu v oblasti lidské sexuality. Designéři přišli s návrhem 9 typografických symbolů vyjadřujících diverzitu sexuálních charakterů a sociální genderové topografie. Součástí grafického konceptu se stalo i kaligrafické logo od typografa Tomáše Brousila odkazující na původní grafické označení z roku 1909.
Za grafický design obalů získal Primeros mezinárodní cenu Red Dot Design Award 2017. Autoři nové vizuální identity značky obdrželi také výroční ocenění Akademie designu České republiky – Czech Grand Design v kategorii Grafický designér roku 2017.
V současnosti vyrábí firma Primeros své kondomy v souladu s principy udržitelného rozvoje v provincii Kedah na severozápadě Malajsie společně s partnerem Klausem Richterem a jeho kondomovou manufakturou Richter Rubber Technology.
Vizí značky Primeros je otevřenost vůči všem odstínům lidské sexuality. Kampaň Primerosu s názvem SEX POSITIVE vystupuje proti stigmatizaci a třídění lidí do škatulek. Firma je dlouhodobým partnerem a podporovatelem neziskových organizací světového hnutí Pride LGBTQ+.
K iniciativě značky Primeros prosazující rovnocenná lidská práva v oblasti sexuální identity se později přidaly i další světové kondomové značky.